# کرتاس
کرتاس (به اسپانیایی: Cretas) یک شهرستان در اسپانیا است که در استان تروئل واقع شده‌است.

## خصوصیات
کرتاس ۵۲ کیلومترمربع مساحت و ۵۸۸ نفر جمعیت دارد.